# Walkure Romanze: Shōjo Kishi Monogatari
Walkure Romanze: Shōjo Kishi Monogatari (jap. ワルキューレロマンツェ 少女騎士物語, Warukyūre Romantse: Shōjo Kishi Monogatari, dt. „Walküre-Romanze: Geschichten von Rittermädchen“) ist ein Ren’ai-Adventure-Erogē des Spieleentwicklers Ricotta. Es wurde erstmals am 28. Oktober 2011 für den PC als Spiel für Erwachsene veröffentlicht. Das Spiel erhielt später eine Fortsetzung und wurde durch verschiedene Medien wie einen Roman, mehrere Manga-Reihen und eine Anime-Fernsehserie adaptiert.

## Handlung
Protagonist des Spiels ist Takahiro Mizuno (水野 貴弘, Mizuno Takahiro), der die prestigeträchtige Winford-Akademie (ウィンフォード学園, Winfōdo Gakuen) besucht, die sich auf den Tjost – Lanzenzweikampf in Turnierrüstung zu Pferd – als Sport spezialisiert hat. Selbst ein äußerst talentierter Sportler auf diesem Gebiet, musste er diesen jedoch aufgrund einer Verletzung aufgeben und kümmert sich nun um die Pferde und berät andere Ritter. Da sich das alljährliche Schulturnier nähert, wollen ihn daher mehrere Mädchen als ihren „Begleiter“ (ベグライター, Beguraitā), wie der Assistent und Ratgeber eines Turnierteilnehmers genannt wird. Zu diesen zählen seine langjährige Bekannte Mio Kisaki (希咲 美桜, Kisaki Mio), die eher bodenständig und durch Zufall zum Tjost geraten ist; Noel Marres Ascot (ノエル・マーレス・アスコット, Noeru Māresu Asukotto), die sich nach außen stets fröhlich gibt und unbedingt für ihre auf einen Rollstuhl angewiesene kleine Schwester gewinnen will; die sehr attraktive und intelligente Celia Cumani Aintree (スィーリア・クマーニ・エイントリー, Sīria Kumāni Eintorī), die als unbesiegt im Tjost gilt und die letzten zwei Turniere gewonnen hat; die junge und verschlossene Lisa Eostre (リサ・エオストレ, Risa Eosutore); die ernste Akane Ryūzōji (龍造寺 茜, Ryūzōji Akane), die Celia über alles verehrt, sowie die stolze Bertille Althusser (ベルティーユ・アルチュセール, Berutīyu Aruchusēru). Mit diesen sowie mit der Schulärztin Ayako Hiiragi (柊木 綾子, Hiiragi Ayako), abhängig davon, wem Takahiro mehr Aufmerksamkeit schenkt, erblüht dann über den Sport eine Beziehung.

## Veröffentlichung
Walkure Romanze ist nach Princess Lover! Ricottas zweites Spiel und spielt ebenfalls in einem europäischen High-Society-Setting. Verantwortlicher für das Gesamtszenario war Hare Kitagawa, während wie schon bei Princess Lover! das Character Design von Kei Komori stammt. Ursprünglich für Winter 2009 geplant, wurde das Spiel schließlich am 28. Oktober 2011 in Japan für Windows veröffentlicht. Eine Downloadfassung folgte am 4. Oktober 2013.
Aufgrund des Erfolgs wurde im August 2012 die Produktion eines Spin-offs namens Walkure Romanze: More&More (ワルキューレロマンツェ More&More) bekanntgegeben, das am 25. Oktober 2013 erschien. In diesem wurden sowohl die Nebenfiguren Akane Ryūzōji, Bertille Althusser und Ayako Hiiragi aus dem Hauptspiel zu Hauptfiguren aufgewertet, mit denen ebenfalls eine Beziehung aufgenommen werden kann, als auch weitere Nebenfiguren hinzugefügt. Eine Downloadfassung wurde am 23. Dezember 2013 veröffentlicht.
Beim bedeutenden Einzelhändler getchu.com für Ren’ai-Adventure und Erogē war Walkure Romanze: Shōjo Kishi Monogatari 2011 das fünftmeistverkaufte Spiel des Jahres und Walkure Romanze: More&More 2013 das sechstmeistverkaufte.

## Adaptionen

### Manga
Zum Computerspiel erschienen vier Manga-Adaptionen von verschiedenen Autoren.
In ASCII Media Works’ Manga-Magazin Comic Dengeki Daiō erschien zwischen dem 26. März 2012 (Ausgabe 5/2012) und dem 27. Mai 2013 (Ausgabe 7/2013) eine Adaption von Mitsu King (蜜キング). Die Kapitel, die die Mio-Route des Spiels adaptieren, wurden am 27. November 2012 (ISBN 978-4-04-891188-7) und 27. August 2013 (ISBN 978-4-04-891847-3) in zwei Sammelbänden (Tankōbon) zusammengefasst.
Im Ab-18-Magazin Dengeki Hime desselben Verlags wurde zwischen dem 30. Mai 2012 (Ausgabe 7/2012) bis zu dessen Absetzung am 28. September 2012 (Ausgabe 11/2012) ein zweiter Manga von Manoe Nagisa (渚まのあ) veröffentlicht, der sich auf die Figur Noel konzentrierte.
Beim auf Erwachsenenliteratur spezialisierten Verlag Kill Time Communication erschien vom 28. Januar 2013 (Volume 2) bis 10. Oktober 2014 (Volume 22) ein weiterer Manga im Web-Magazin Comic Valkyrie Web-ban, in dem die Figur Celia im Mittelpunkt steht. Basierend auf den Textentwürfen von Utsusemi (空蝉) wird er von No. Gomesu (NO.ゴメス) gezeichnet. Der erste Sammelband erschien am 21. Dezember 2013 (ISBN 978-4-7992-0523-5), der abschließende zweite ist für den 28. November 2014 (ISBN 978-4-7992-0661-4) geplant.
Mit Walkure Romanze – Noel Etoile (ワルキューレロマンツェ -ノエル・エトワール-) wurde ein erneuter Versuch in der Dengeki Hime unternommen einen Manga mit Noel als Hauptfigur zu veröffentlichen, der diesmal jedoch von Sawayoshi Azuma (アズマサワヨシ) gezeichnet wurde. Die Kapitel erschienen zuerst zwischen dem 30. Mai 2013 (Ausgabe 7/2013) bis 27. Dezember 2013 (Ausgabe 2/2014) und der Zusammenfassungsband am 15. Januar 2014 (ISBN 978-4-04-866249-9).

### Roman
Bei Kill Time Communication erscheint zudem eine von Utsusemi geschriebene Light-Novel-Reihe. Der erste Band, Celia no Koi Monogatari (スィーリアの恋物語), erschien am 28. Mai 2012 (ISBN 978-4-7992-0260-9) und enthielt Illustrationen von Midori Kimura (緑木邑). Der zweite Band, Noel no Koi Monogatari (ノエルの恋物語), folgte am 11. Dezember 2013 (ISBN 978-4-7992-0331-6) mit Illustrationen von Masaki Hattori (はっとりまさき). Die Einband-Illustrationen stammen jeweils von Kei Komori.

### Anime
Das Animationsstudio Eight Bit adaptierte das Spiel als 12-teilige Anime-Fernsehserie. Die Regie hatte Yūsuke Yamamoto inne, während das Characterdesign von Ken’ichirō Katsura für den Anime angepasst wurde. Diese wurde vom 7. Oktober bis 23. Dezember 2013 nach Mitternacht (und damit am vorigen Fernsehtag) auf Tokyo MX erstausgestrahlt sowie mit bis zu drei Tagen Versatz auch auf Sun TV, AT-X, KBS Kyōto und TV Aichi. Zeitgleich zur japanischen Ausstrahlung wurde auf Crunchyroll weltweit (außer Asien) eine englisch untertitelte Fassung gestreamt.
Die Musik zum Anime stammt von Ryōsuke Takanishi. Der Vorspanntitel Un-Delayed wurde von Miyuki Hashimoto gesungen und der Abspanntitel MoonRise Romance von Natsuko Asō.

## Synchronisation
| Rolle                | japanischer Sprecher (Seiyū) | japanischer Sprecher (Seiyū) |
| Rolle                | Computerspiel                | Anime                        |
| -------------------- | ---------------------------- | ---------------------------- |
| Takahiro Mizuno      | —                            | Seiichirō Yamashita          |
| Mio Kisaki           | Riisa Matsudabe              | Ai Shimizu                   |
| Noel Marres Ascot    | Ran Shimabara                | Eriko Nakamura               |
| Celia Cumani Aintree | Rino Kawashima               | Kei Mizusawa                 |
| Lisa Eostre          | Kōri Natsuno                 | Hiroko Taguchi               |
| Akane Ryūzōji        | Hazuki Sakura                | Hitomi Nabatame              |
| Bertille Althusser   | Airi                         | Ryōka Yuzuki                 |
| Ayako Hiiragi        | Kozue Ichigohara             | Kaori Mizuhashi              |